# 김남수 (교육인)
김남수(金南洙, 1915년 5월 12일~2020년 12월 27일)는 대한민국의 구사(灸士) 겸 자영업자(自營業者)로 활약한, 사람이다.
1915년 5월 12일, 일제 시대 전남 광산군 하남면(지금의 장성군)에서 태어난(본인주장) 김남수 옹의 아호 구라당은 말 그대로 ‘뜸(灸)을 뜨는 집(堂)’이라는 뜻이다. 부친 김서중 씨로부터 1925년 11세부터 뜸과 침을 배웠다는 구라당은 대가 없이 주민들에게 시술을 했다. 그때 비롯된 아호가 구라당이다. 일제 시대 1943년 침사(鍼士·침을 놓는 사람) 자격증을 딴 구라당은 침과 뜸 시술을 병행했다. 구당은 29세 나이인 1943년 지금의 대한민국 서울 동대문구 청량리동 지역인 일제 시대 말기 경기도 고양군 숭인면 일대에서 남수침술원을 열고 본격적인 영업을 시작했다. 구당이 한의학계에서 가장 논쟁적인 인물로 떠오른 것은 침술원을 연 지 65년 만인 94세에 이르러서였다. 2008년 방영된 공중파의 추석 특집프로그램이 계기가 된 것이다. ‘구당 김남수 선생의 침뜸 이야기’가 두 편을 거쳐 방송됐고, 시청률은 20%가 넘었다.
뜸과 침 이론으로 중국 베이징 침구골상학원 객좌교수와 녹색대학대학원 석좌교수, 경희대 체육대학원 강사 등을 지내며 후학을 양성했다. 침뜸 보급을 위해 정통침뜸연구소 원장과 남수침술원 원장, 대한침구사협회 입법추진위원회 위원장 등으로 활동했다. 이 과정에서 <나는 침뜸으로 승부한다>를 비롯해 <뜸의 이론과 실제> <침뜸 이야기> <침사랑 뜸사랑> <침뜸의학개론> <경락경혈학> 등 저서를 다수 남겼다. 최근 저서 <무극보양뜸>에서는 “뜸은 최고의 건강 장수 비법이자 의료비 대란을 잠재울 최고의 의술”이라며 “조상 대대로 전해온 뜸을 누구나 쉽고 자유롭게 뜰 수 있도록 규제를 풀어야 한다”고 강조한 바 있다( ). 그는 아무리 일제강점기에 침사 자격증을 땄지만 한의사들이 ‘차라리 무자격 의료 행위’라고 제소하면서 위기를 맞기도 했다. 헌법재판소는 2011년 11월 “침사 자격만으로 뜸 시술을 하는 것은 사회통념상 용인할 수 있다”며 그의 손을 들어줬다. 그는 꾸준한 뜸 교육으로 제자 5천여명을 배출했고, 그들과 함께 국내외에서 150만여명한테 무료 시술을 했다. 국민 건강에 공헌한 이런 공로로 대통령 표창(2002년), 국민훈장 동백장(2008년), 오바마 미국 대통령의 자원봉사상 금상(2012년) 등을 받기도 했다. 101세 되던 해인 2015년부터 고향 장성으로 내려와 서삼면 금계리에 '구당뜸집' 내 '구당침술원'을 열고 팔, 다리가 불편한 환자를 대상으로 진료를 펼쳤다. 김 옹이 만든 무극보양뜸은 기혈과 음양오행을 바탕으로 하고 있다. 남자의 경우 기해·관원 등 12개 혈자리에, 여자는 수도(좌우), 중극 등 13개 혈자리에 뜨는 뜸법이다. 향년 106세 나이로 2020년 12월 27일 오후에 숙환으로 사망하였다.

## 약력
- 전라남도 광산군 하남면 출생(본인 주장)
- 부친 김서중(金瑞中)으로부터  침학 습득(본인주장,  김남수가 태어나기 3개월전에 돌아가신 아버지가 침학을 가르침?)[2][3]
- 1983년 남수침술원 개설(신고번호 제92호)
- 서울맹학교 교과서 제정위원 및 심의위원
- 세계침구학회연합회(WFAS) 각주단 집행위원, 교육위원, 침구의사고시위원
- 세계중의약학회연합회(WFCMS) 각주단 집행위원, 국제침구의사고시 한국 대표
- 사단법인 대한침구사협회 입법추진위원장, 봉사단장
- 사단법인 허임기념사업회 설립 이사장
- 대한민국 대통령 표창(2002)
- 국민훈장 동백장 서훈(2008)
- 미국 애틀랜타 리버데일 호스피탈 암센터, 암환자 침시술 임상연구 (2009~2010)
- 미국 대통령 버락 오바마 ‘자원봉사상’ 동상 수상(2012)
- 중국 UN MDGs 새천년개발목표 으뜸상 수상(2013)
- 한국정통침구학회 회장 겸 정통침뜸교육원 부원장 역임
- 사랑 봉사단 팀장 역임
- 정통침연구소 부대장 역임
- 사단법인 효행봉사단 반장 역임
- 계간 구당 발행인 겸 명예부위원장 역임
- 한국정통침구학회 반장 역임
- 세중연(WFCMS) 무극보양 국제연맹 이장 역임

## 저서
- 《무극보양》구당 김남수 선생이 창안한 무병장수 의학, 정통침연구소
- 《나는 침으로 승부못해》, 정통침연구소
- 평생 건강을 위한 침뜸 이야기,정통침연구소
- 『뜸의 이론과 실제』,정통침연구소
- 『침사의 맥이 끊어져야 된다』,1998.12.15
- 『침사를 키워 인류를 구해야』,1999.10.15
- 『생활침의학』,1999.11.30
- 『침사랑 사랑, 아∼ 내사랑 김사랑~』,정통침뜸연구소, 2002.9.7
- 『침의학개론』, 『경락경혈학』, 『장상학』, 『병인병기학』,
- 『침술』, 『취혈자침실기』, 『침진단학』, 『경락학』 등